# Club Real
Club Real ist eine im Jahr 2000 in Berlin gegründete Künstlergruppe, die seitdem partizipative, ortsspezifische Projekte verwirklicht: Installationen, Eins-zu-Eins-Begegnungen, politische Rollenspiele und partizipative Stadtentwicklungsprojekte laden die Besucher dazu ein, alternative Realitätsentwürfe mitzugestalten.

## Beschreibung
Der Club Real hat in Berlin an dem partizipativen Politexperiment „Jenseits der Natur_Volksherrschaft im Garten“ (Politische Rechte für alle Lebewesen im Modellprojekt) gearbeitet und war mit dieser Arbeit zum Impulse Festival 2019 eingeladen. Bei der 13. Biennale 2019 in Havanna (Kuba) war Club Real mit der immersiven Performance Installation „LASA10CARNAVAL“ vertreten. Die Arbeiten umfassen eine Vielzahl von künstlerischen Ausdrucksformen und bewegen sich frei zwischen Kunstinstallationen, Design, Aktionskunst, Performance und Theater. Club Real besteht mit Stand vom 2020 aus Mathias Lenz, David Lindemann, Paz Ponce, Marianne Ramsay-Sonneck, Georg Reinhardt und Thomas Hauck:
Thomas Hauck (* 1974 in Hartberg, Österreich) studierte unter anderem an der Universität Wien und am Edinburgh College of Art. Er erhielt 2003 sein Diplom an der Universität Hannover für die Dokumentation Das Unser Graceland Handbuch. Marianne Ramsay-Sonneck (* 1975 in Wien) studierte Schauspiel an der Hochschule für Musik und Darstellende Kunst Graz und schloss 1997 mit dem Diplom ab. Sie hatte Engagements bei Fernsehproduktionen und trat unter anderem am Marburger Schauspiel und dem Frankfurter Schauspiel auf. Georg Reinhardt wurde als Georg Springer (* 1972 in Wien) und schloss 2007 die Hochschule für Musik und Darstellende Kunst Graz mit dem Diplom ab, arbeitete danach als Schauspieler und Regisseur unter anderem am Schauspielhaus Bochum. Er ist einer von drei Jurymitgliedern für Forum Stipendiums 2010 der Kunstuniversität Linz. Von 2000 bis 2008 gehörte auch Christoph Theußl zum Club Real.
Für eine der zentralen Arbeitsweisen von Club Real hat die Gruppe den Begriff „Szenische Installation“ erfunden. In dieser Form bedingen die Installation und die szenische Handlung einander. Die Besucher erlebt die szenische, meist interaktive Handlung in oder im direkten Bezug zur Installation. Viele der Projekte von Club Real werden für spezifische Orte entwickelt und beinhalten Nutzungsmöglichkeiten und Erzählungen, die ein erweitertes Verständnis der Realität und des Potenzials des Ortes anstreben.

## Projekte
- 2015–2017 in Frankfurt (Oder) und Słubice: Folkstheater/Teatr Ludowy, partizipatives Stadtentwicklungsprojekt in Kooperation mit dem Kleist Forum, gefördert im Fonds Doppelpass der Kulturstiftung des Bundes
- Juni 2009 in Herkules, Helsinki: Interaktive Performance, Teil 2 von „Mythische Gestalten in Alltag“, Ausgedienter Held sucht Strategien der Reintegration in die Gesellschaft Helsinkis, im Rahmen des Festivals „Everyday Life“, Helsinki, Finnland
- Mai 2009 in El Huevo de San Agustin[1]: Interaktives Filmprojekt, Teil 1 von „Mythische Gestalten im Alltag, basierend auf einem Reinigungsritual der afrokubanischen Religion Regla da Ocha“ eingeladen von LASA im Rahmen der 10. Havanna Biennale, La Lisa, Havanna, Kuba
- April 2009 in Berlin: Die Eiserne Kirche, szenische Installation um das 8. Sakrament im Rahmen des Festivals „Dein Wort in Gottes Ohr“ im Hof der Sophiensaele, Berlin, Dezember 2008 und beim plateaux festival im Künstlerhaus Mousonturm in Frankfurt am Main
- April 2007–Dezember 2008: Toter sucht Arbeit! Eine Trilogie von Club Real und Todellisuuden Tutkimuskeskus (Helsinki) Teil 1: Der Garten, Botanischer Garten Universität Helsinki, April 2007 Teil 2: Der Haushalt, Wohnung der Familie Waldmann und Dirscherl, Berlin, Juli 2007 Teil 3: Die Insel, Suomenlinna Island, Helsinki (Dez. 2008)
- Juli 2008 Porta Tartarica: Die Senke des Hank, Ausgrabung von Club Real im Rahmen des Festivals Ausflughafensicht, Thalia Theater Halle am Flughafen Leipzig-Halle
- März 2008: Die Glocke, szenische Installation im Rahmen des Festivals Freischwimmer in den Sophiensaelen
- November 2007: Insektenbelustigung, Real-B-Movie von Club Real, eine Busfahrt verbindet szenische Installationen, in denen Besucher und Darsteller in einer Mischung aus Praxis und Erzählung die Qualitäten einer insektenhaften Alternative zum Humanen erkunden, in Kooperation mit brut Theater Wien
- Juni 2007: Sabi, Nöps und Hank, szenische Installation im Rahmen von feel@home, ein Kongress von Matthias von Hartz am Schauspiel Frankfurt
- 2006 Campshow Steiermark in Graz und in der Steiermark[2]: Sechs Wohnwagen werden mobile Mittelpunkte von Aktionen und Geschichten, fünf einzigartige Modelle – konzipiert, gestaltet und bespielt von sehr unterschiedlichen Künstlern – fahren drei Wochen lang durch die Steiermark, konzipiert und kuratiert von Haiko Pfost und Club Real im Rahmen des Steirischen Herbstes
- 2006: Unschuld und Erfahrung – Geboren in Schwedt, Forschungsprojekt und Geburtsshow zu den Rahmenbedingungen des Schlüpfens von 3 Rieseneiern in Schwedt an der Oder im Rahmen der Rollenden Road Show „Am Waldrand“ der Berliner Volksbühne, Schwedt an der Oder
- 2006: Noah und Archie, Dramatische Installation um Rettung und Zweifel im Rahmen von „I will survive“ von Matthias von Hartz Schauspiel Frankfurt
- Knochenkiosk (2005), Institut für alltägliche Knochenkultur im Rahmen des 1. Bremer Kioskfestivals Bremen–Neustadt
- 2005 Spielhölle Neustadt: Stadtutopische Rollenspiele für Halle – Neustadt im Rahmen der Sommerschule Neustadt von Thalia Theater und Bauhaus Dessau im S – Bahnhof Neustadt
- 2005 in Berlin: Volkspalast – Der Berg, Performative Rauminstallation In Kooperation mit Sophiensaelen, HAU und raumlabor – berlin, Palast der Republik, Berlin
- 2005: Amt für Ahnen und Ahnen und Ahnenangehörige, Szenische Installation Fassadenrepublik im Volkspalast im ehemaligen Palast der Republik, Berlin 2004 Rolling Road Show der Volksbühne, Berlin, auch: brut im Künstlerhaus in Wien, November 2008
- 2004: Traumkombinat, Szenische Installation, Schlafen und Träumen in einfacher Ausstattung, Brandenburg/Hohenstücken La Lisa, auch :Cuba 2005
- 2005 in Berlin: Kaninchenjagd, Jagdinstallation und Gesellschaftsjagd im Rahmen von 100° Berlin im HAU 2
- 2004 in Berlin: Ein Katholischer Alptraum, Dramatisches Lied in 4 Bildern über einen guten Katholiken, der nach seinem Tod als Eichhörnchen wiedergeboren wird, Club der Polnischen Versager
- 2004 in Berlin: Mikroweltenschau, Ausstellung und Abortsalon Brachfläche Strelitzerstraße 5
- 2002 in Berlin: Schutzhaus Zukunft, Theaterstück und Mobile Eingreiftruppe Festival „Hotel Neustadt“, Halle Neustadt Theater unterm Dach, auch: Theater Brett, Wien 2003 Kalkscheune und Sodaclub, Berlin
- 2002 in Berlin: grillberts heart – ein phantastisch deutscher psychogriller, Dramatisch-musikalische Erzählung von der Legende vom Großen Grill, Kalkscheune und Sodaclub
- 2002 in Berlin: Unser Graceland Schulungslandschaft zur Selbstästhetisierung Brachfläche Marienburgerstr. 31a, auch Villa Elisabeth, Berlin 2003
- 2002 in Berlin: Murlin Murlo Theaterstück von Nikolai Koljada Theaterhaus Mitte
- 2002 in Berlin: Internationale Wintersport Olympiade für Stofftiere und Puppen (WOSP) , Behmstraßenbrücke, auch: Amphitheater Mauerpark, Berlin / Prenzlauer Berg 2003, Blauer Montag, Tempodrom, Berlin 2003, Jahn-Sportpark, Berlin 2005, Jahn-Sportpark, Berlin 2006
- 2001 in Berlin: Wienerlieder aus aller Welt, Theaterstück für drei Personen Oranienstraßenfestival, auch: Nina Hagens Weltraum Show BKA Luftschloß, Berlin 2001 Versuchsstation, Berlin / Prenzlauer Berg 2001 Club der Polnischen Versager, Berlin 2003 Cafe Concerto, Wiener Volksliedwerk, Wien 2003
- Die Bibliothek im Garten (2001), Kleingartenkolonie „Am Mississippi“ in Berlin – Treptow
- 2001 in Berlin: Sekundendramen, Wöchentliche Live-Fernseh-Show für S-Bahn-Fahrer Bornholmer Straße, Gesundbrunnen und Schönhauser Allee
- 2001 in Berlin: Zwei Fliegen auf einem Gleis, Theaterstück von Wolfgang Bauer Brotfabrik, auch: Theater im Bahnhof, Graz 2001 Festival Ballhaus Naunynstraße, Berlin 2001
- 2001 in Berlin: Die Grüne Gans, Mikrodramen von Konstanty Ildefons Galczynski Polnisches Kulturinstitut, auch: Theater des Augenblicks, Wien 2001 Club der Polnischen Versager, Berlin -2002 / 2003

## Veröffentlichungen (Auswahl)
- Club Real (Hrsg.): Partizipation Stadt Theater – Handbuch. Partycypacja Miasto Tartr – Podręcznik. Deutsch/Polnisch. Theater der Zeit, Berlin 2018, ISBN 978-3-95749-159-6.